# You Could Have It So Much Better
You Could Have It So Much Better é o segundo álbum de estúdio da banda escocesa Franz Ferdinand, lançado em outubro de 2005.

## Faixas
1. "The Fallen"  - 3:42
2. "Do You Want To"  - 3:38
3. "This Boy"  - 2:21
4. "Walk Away"  - 3:36
5. "Evil and A Heathen"  - 2:05
6. "You're The Reason I'm Leaving"  -
7. "Eleanor Put Your Boots On"  - 2:50
8. "Well That Was Easy"  - 3:02
9. "What You Meant"  - 3:24
10. "I'm Your Villain"  - 4:03
11. "You Could Have It So Much Better"  - 2:41
12. "Fade Together"  - 3:03
13. "Outsiders"  - 4:02

## Recepção da crítica
You Could Have It So Much Better foi muito bem recebido pela crítica especializada, com uma nota de 83 (de 100) no site agregador Metacritic.

## Certificações
| País  | Certificador | Certificação |
| ----- | ------------ | ------------ |
| Japão | RIAJ         | Ouro         |